# 舒德伦特
舒德伦特（英語：Choudrant）是美国路易斯安那州下属的一座村镇。根据2010年美国人口普查，该市有人口845人。建置上，属于“village”。